# Tibor Matula
Tibor Matula (* 5. února 1952) je bývalý slovenský fotbalový brankář.

## Fotbalová kariéra
V československé lize hrál za Slovan Bratislava a ZŤS Košice. Nastoupil ve více než 30 utkáních. Dále hrál ve druhé nejvyšší soutěži i za Vítkovice a Duklu Banská Bystrica.

## Ligová bilance
| Ročník                                      | Zápasy | Góly | Klub              |
| ------------------------------------------- | ------ | ---- | ----------------- |
| 1. československá fotbalová liga 1975/76    | 9      | 0    | Slovan Bratislava |
| 1. československá fotbalová liga 1976/77    | 11     | 0    | Slovan Bratislava |
| 1. československá fotbalová liga 1977/78    | 25     | 0    | Slovan Bratislava |
| 1. československá fotbalová liga 1978/79    | 6      | 0    | Slovan Bratislava |
| Česká národní fotbalová liga 1980/81        | -      | 0    | TJ Vítkovice      |
| 1. československá fotbalová liga 1980/81    | 14     | 0    | ZŤS Košice        |
| 1. slovenská národní fotbalová liga 1981/82 | 30     | 0    | ZŤS Košice        |
| 1. slovenská národní fotbalová liga 1982/83 | 30     | 0    | ZŤS Košice        |
| 1. slovenská národní fotbalová liga 1983/84 | 22     | 0    | ZŤS Košice        |
| 1. slovenská národní fotbalová liga 1984/85 | 9      | 0    | ZŤS Košice        |
| CELKEM 1. liga                              | 65     | 0    |                   |